# Bataille d'Orcynia
Guerres des Diadoques
Batailles
Guerres des Diadoques
- Hellespont
- Orcynia
- Crétopolis
- Paraitacène
- Gabiène
- Gaza
- Guerre babylonienne
- Salamine de Chypre
- Rhodes
- Ipsos
- Couroupédion

La bataille d'Orcynia ou bataille des champs orcyniens, livrée en Cappadoce au printemps 320 av. J.-C., oppose Antigone le Borgne à Eumène de Cardia dans le contexte de la première guerre des Diadoques qui voit une coalition lutter contre Perdiccas et ses partisans. Défait notamment à cause de la trahison d'un de ses officiers, Eumène doit endurer la désertion de la phalange macédonienne au profit d'Antigone. Cette bataille est la première grande confrontation entre les deux généraux, avant les batailles de Paraitacène et de Gabiène.

## Contexte historique
À la suite des accords de Triparadisos (printemps 321 av. J.-C.) qui réorganisent l'empire constitué par Alexandre le Grand, Antigone le Borgne est chargé par le régent Antipater de combattre en Anatolie les derniers partisans de Perdiccas. Antigone reçoit de nombreux renforts, dont une phalange macédonienne, et mène campagne contre Eumène de Cardia, précédemment vainqueur de Cratère à la bataille de l'Hellespont. Mais il est contraint de laisser une force substantielle afin de surveiller Alcétas qui est installé sur ses arrières en Pisidie. Par conséquent, Antigone ne peut compter que sur 10 000 fantassins (dont la moitié sont Macédoniens), 2 000 cavaliers et 30 éléphants pour faire face à Eumène, qui lui possède des effectifs importants (20 000 fantassins et 5 000 cavaliers) hérités de l'« armée royale » confiée par Perdiccas.

## Déroulement
Eumène dispose d'un effectif plus nombreux mais Antigone adopte une stratégie audacieuse. Eumène est en effet installé dans une plaine adaptée aux mouvements de cavalerie, près de la cité d'Orcynia (ou Orkynia) en Cappadoce. Antigone arrive soudainement sur place et installe son camp sur une colline surplombant la plaine. Du fait de cette position, il peut accepter ou refuser la bataille. À l'insu d'Eumène, Antigone parvient à contacter un officier de cavalerie, Apollonidès, pour qu'il change de camp.
La bataille approchant, Antigone étire sa phalange plus que d'habitude, trompant ainsi son adversaire en lui faisant croire qu'il dispose d'une forte troupe. Il profite de la trahison d'Apollonidès qui fuit avec son escadron de cavaliers au début de la bataille. Il peut donc envoyer sa cavalerie capturer le train de bagages d'Eumène. La bataille s'achève sur une brillante victoire d'Antigone, malgré sa nette infériorité numérique. Eumène perd 8 000 hommes ainsi que son train de bagages.

## Conséquences
Eumène revient sur le champ de bataille pour ensevelir les morts, montrant une fois de plus, après l'élévation du trophée à l'issue de la victoire sur Cratère, qu'il respecte les usages de la guerre. Il a la possibilité de se saisir des bagages d'Antigone ; mais craignant d’entraver sa fuite il préfère s'en priver. Il parvient à capturer Apollonidès qu'il fait exécuter. Il endure de nombreuses désertions au lendemain de cette défaite, la phalange macédonienne, héritée de Néoptolème et d'Alcétas, se tournant naturellement vers Antigone. Eumène doit alors se réfugier dans la forteresse de Nora avec ses partisans. La mort d'Antipater en 319 av. J.-C. change la situation entre les Diadoques, puisqu'Eumène est désigné stratège d'Asie par le nouveau régent de Macédoine, Polyperchon, à charge pour lui de vaincre Antigone.

## Sources antiques
- Diodore de Sicile, Bibliothèque historique [détail des éditions] [lire en ligne], XVIII.
- Plutarque, Vies parallèles [détail des éditions] [lire en ligne], Eumène.